# James Whelan
James Whelan (ur. 11 lipca 1996 w Melbourne) – australijski kolarz szosowy.

## Osiągnięcia
Opracowano na podstawie:
2018
- 2. miejsce w mistrzostwach Australii U23 (start wspólny)
- 2. miejsce w mistrzostwach Oceanii (start wspólny)
- 1. miejsce w Ronde van Vlaanderen U23

2022
- 2. miejsce w mistrzostwach Australii (start wspólny)

## Rankingi
| Rok              | 2018 | 2019  | 2020  | 2021  | 2022 | 2023 | 2024  |
| ---------------- | ---- | ----- | ----- | ----- | ---- | ---- | ----- |
| World Ranking    | 260. | 2233. | 1168. | 1151. | 737. | 962. | 2316. |
| UCI Europe Tour  | 599. |       |       |       |      |      |       |
| UCI Oceania Tour | 2.   | 106.  | 60.   | 46.   | 45.  | 58.  | -     |
|                  |      |       |       |       |      |      |       |
| Źródło: UCI      |      |       |       |       |      |      |       |